# Бог знает, мистер Аллисон
«Бог знает, мистер Аллисон» (другое название «Небеса всё знают, мистер Эллисон», англ. Heaven Knows, Mr. Allison) — американский военный боевик режиссёра Джона Хьюстона по одноимённому роману Чарльза Шо (1952). Премьера фильма состоялась 13 марта 1957 года.

## Сюжет
Южнотихоокеанский регион, 1944 год. Потерпевший кораблекрушение капрал морской пехоты Аллисон приплывает на плоту к берегам к японскому острову Туасива. Там он встречает сестру Анджелу, единственную обитательницу острова, забытую в спешке командой корабля, отправившегося на поиски священника. Находясь практически без средств к существованию, двое тем не менее вполне удовлетворены жизнью, пока на остров неожиданно не вторгаются японцы с намерением построить там военную базу. Аллисон и монахиня вынуждены укрыться в пещере. Суровый морпех обеспечивает им обоим возможность выжить и влюбляется в Анджелу.

## В ролях
- Дебора Керр — сестра Анджела
- Роберт Митчем — капрал Аллисон

## Съёмочная группа
- Режиссёр-постановщик: Джон Хьюстон
- Сценаристы: Джон Ли Махин, Джон Хьюстон
- Продюсеры: Бадди Адлер, Юджин Френке
- Оператор: Освальд Моррис
- Композитор: Жорж Орик
- Художник-постановщик: Стивен Б. Граймз
- Гримёр: Джордж Фрост
- Монтажёр: Расселл Ллойд
- Звукорежиссёры: Малкольм Кук, Бэзил Фентон-Смит, Лесли Ходжсон
- Спецэффекты: Рэй Келлогг
- Каскадёр-дублёр: Арним Тардьё
- Дирижёр: Ламберт Уильямсон

## Награды и номинации
- 1957 — Премия Сообщества кинокритиков Нью-Йорка за лучшую женскую роль — Дебора Керр[2]
- 1958 — Премия «Оскар»:[3]
  - номинация на лучшую женскую роль — Дебора Керр
  - номинация на лучший адаптированный сценарий — Джон Ли Махин и Джон Хьюстон
- 1958 — Номинация на «Золотой глобус» лучшую женскую роль — драма — Дебора Керр[4]
- 1958 — Премия BAFTA:
  - номинация на лучший фильм[5]
  - номинация на лучшего иностранного актёра — Роберт Митчем[6]
- 1958 — Номинация на премию Гильдии режиссёров Америки за лучший режиссёрский вклад в кинематограф — Джон Хьюстон[7]
- 1958 — Номинация на премию Гильдии сценаристов США за лучшую американскую драму — Джон Ли Махин и Джон Хьюстон[8]

### Рецензии
- Review by Jean-Christophe Nurbel Архивная копия от 16 февраля 2018 на Wayback Machine
- Review by Bosley Crowther Архивная копия от 16 февраля 2018 на Wayback Machine
- Review by Fabrice Sayag Архивная копия от 16 февраля 2018 на Wayback Machine
- HEAVEN KNOWS, MR. ALLISON Is A Hell Of A Film
- Review by SDG Архивная копия от 16 февраля 2018 на Wayback Machine
- CRITIQUE DE FILM Архивная копия от 16 февраля 2018 на Wayback Machine
- Review by Mark R. Hasan Архивная копия от 16 февраля 2018 на Wayback Machine
- Superb performances by Deborah Kerr and Robert Mitchum help make this lightweight survival pic a small gem
- Review by John Gargo Архивная копия от 16 февраля 2018 на Wayback Machine